# Wandana Heights
Wandana Heights är en del av en befolkad plats i Australien. Den ligger i regionen Greater Geelong och delstaten Victoria, omkring 70 kilometer sydväst om delstatshuvudstaden Melbourne.
Runt Wandana Heights är det ganska glesbefolkat, med 48 invånare per kvadratkilometer.. Närmaste större samhälle är Geelong, nära Wandana Heights. 
Trakten runt Wandana Heights består till största delen av jordbruksmark. Genomsnittlig årsnederbörd är 744 millimeter. Den regnigaste månaden är juni, med i genomsnitt 113 mm nederbörd, och den torraste är januari, med 31 mm nederbörd.